# Alcalá del Valle
Alcalá del Valle – miejscowość na południu Hiszpanii w prowincji Kadyks ok. 5 300 mieszkańców. Miasto jest zaliczane do grupy tzw. pueblos blancos.